# 명시지
명시지(明示知, explicit knowledge) 또는 형식지(形式知)는 지식의 한 종류이다.
명시적으로 알 수 있는 형태, 즉 형식을 갖추어 표현되고 전파와 공유가 가능한 지식이다.
형식을 갖추지 못한 지식을 암묵지(tacit knowledge)라고 한다.

## 같이 보기
- 명시적 기억(explicit memory)